# Mercedes Chaves Jaime
Mercedes Chaves Jaime (La Uvita, 7 de noviembre de 1956-Tunja, 22 de agosto de 2005) fue una académica, pedagoga experimental y una influyente teórica vygotskiana colombiana.
Fue la creadora de la teoría de los espacios vacíos en el acto lector, además de ser considerada pionera en la aplicación del modelo de "práctica deliberada" como estrategia para mejorar el rendimiento en los procesos de lectoescritura, entre otros importantes aportes realizados al campo del constructivismo y el desarrollo cognitivo.

## Biografía
Tras estudiar Humanidades en la Pontificia Universidad Javeriana en Bogotá, se trasladó a la ciudad de Tunja donde finalizó su ciclo de formación en la Universidad Pedagógica y Tecnológica de Colombia con una especialidad en Educación Preescolar. Tiempo después, y de regreso a la Pontificia Universidad Javeriana, completaría sus estudios a nivel de postgrado. A lo largo de su trayectoria estuvo vinculada como docente a su alma mater, donde además dirigió estudios en su área.
Al finalizar los años ochenta adelantó una investigación con casos identificados en varias regiones de Colombia, con el fin de establecer pautas de prevención sobre el castigo físico y a generar escenarios de intervención teniendo a las madres comunitarias como mediadoras del proceso. El texto final se da a conocer en 1990. 
Años después iniciaría sus primeras aproximaciones al campo del desarrollo cognitivo con el fin de comprender la interacción de la etapa temprana de los niños con la lectoescritura, perfilándose como una de los principales teóricas de la psicopedagogía latinoamericana, inspirada en la obra de Lev Vygotski (1896-1934), psicólogo soviético y padre de la neuropsicología cognitiva.

## Teoría de los espacios en el acto lector

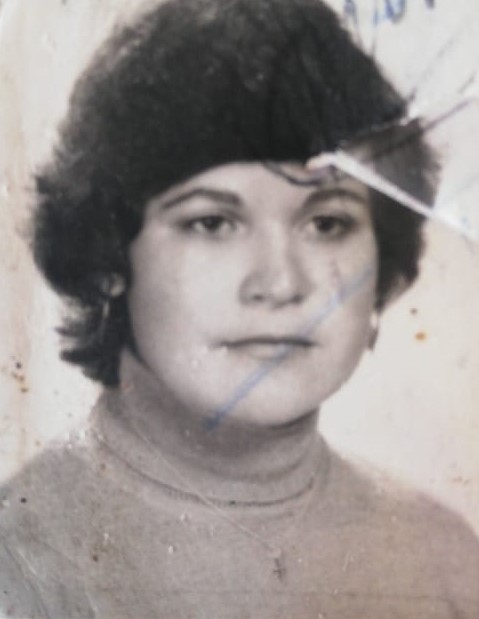
Mercedes Chaves en sus primeros años. Imagen cortesía del Archivo UPTC

Chaves es considerada creadora de la teoría de los espacios (o vacíos) en el acto lector, a través de un enfoque netamente vygotskiano. Allí sostiene que la relación entre educadores y educandos se debe centrar en la denominada Zona de Desarrollo Próximo a fin de evitar interacciones negativas en el proceso educativo, potencializando de esta forma la capacidad que tienen los estudiantes de interpretar y proponer a través de prácticas deliberadas. 
Esto en el campo de la lectoescritura, se traduce en una interacción positiva generada entre el texto y el educando, tanto con los caracteres y símbolos representativos de la información a interpretar, como con la también interacción inversa dada a través de competencias propositivas a partir de dichos símbolos, lo que en otros términos vendría a ser la misma escritura creativa-propositiva. 
En la actualidad sus postulados se estudian también desde el campo de la psicología genético-dialéctica, desde el nivel de desarrollo potencial como competencia que un niño puede alcanzar cuando es guiado y apoyado por un adulto significativo u otro par, al mediar éste entre la tarea y los procesos de aprendizaje. Es lo que tanto Mercedes Chaves, como Jerome Bruner denominan andamiaje, un concepto que ha resultado ser fundamental para la elaboración modelos instruccionales.
Desde la estructura cognitiva previa del educando, este tipo de modelos son necesarios para avanzar dentro de las distintas fases en el aprendizaje, y en ello estos dos intelectuales coinciden en el rol de la significación de las experiencias, partiendo de la estructura cognitiva previa, para ir más allá de la información recibida en el acto lector, integrándola así a su estructura y contexto. 
Gracias al aporte de postulados como la teoría de los espacios vacíos del acto lector de Chaves, se han consolidado nuevos enfoques en la psicología cognitiva, por ejemplo el enfoque del "procesamiento de la información" del niño, que se basa en una analogía entre el funcionamiento de la mente del niño y algunos sistemas de inteligencia artificial, como los ordenadores. Este cambio de orientación afecta a la mayor parte de los campos de investigación en psicología, desde la memoria y la atención, hasta la interacción social y la manifestación de las emociones.

## Un nuevo enfoque constructivista
Mientras que el constructivismo clásico se arraiga en la idea de que las interacciones sociales son parte fundamental del desarrollo cognitivo en las etapas tempranas de alfabetización, Mercedes Chaves replanteó este postulado al considerar que no únicamente en éstas debía existir tal interacción, debiendo por tanto ampliarse a las etapas posteriores, ya que sin la existencia de un contacto directo con patrones de conducta-adulta, el educando no sólo se estancaría en su proceso de aprendizaje, también podría llegar a retroceder en el mismo.
Interpretaciones posteriores al referirse a su teoría sugieren que "el niño no avanza más allá de lo que ya sabe sin la interacción social con adultos o pares que han desarrollado otros saberes". Esto sin dejar a un lado que el educando desarrollará nuevas y propias concepciones de su en torno a partir de la lectoescritura, pero también avanzando muy lentamente en su entorno influyente, esto es, situándose dentro de la alfabetización emergente.
Tomando en cuenta lo anterior, Chaves le dará sentido y estructura una nueva figura: la "práctica deliberada", la cual busca desde la propia concepción vygotskiana que el niño se involucre completamente en su proceso de aprendizaje, principalmente en el de lectura y escritura, asumiendo de esta manera una actitud de querer-aprender e implicando una doble capacidad, tanto para asimilar nuevas ideas a través del proceso lector como para exponer sus pensamientos por medio del proceso escritor.

## Algunas interpretaciones de su teoría
Existe un consenso en que Mercedes Chaves da un paso más allá a los postulados vigotskianos de la zona de desarrollo próximo a través de la teoría de los espacios vacíos. Ello al explicar que el niño no logrará avanzar en su proceso de asimilación lectoescritora sin una interacción social controlada con adultos o pares, haciendo referencia a otros niños.
Con el enfoque de la práctica deliberada, Chaves logra sobreponerse a la crítica que hace el constructivismo desde el proceso cognitivo de la alfabetización, al concebir las concepciones propias que el niño desarrolla en el proceso de aprendizaje del lenguaje escrito, avanzando muy poco en el medio que lo influencia y llegando a la denominada alfabetización emergente. Con la práctica deliberada se busca en últimas que éste se inmiscuya en su aprendizaje, a través de un actitud de "querer-aprender".
Así, sin duda el uso del lenguaje escrito logra incluir la capacidad para aprender mediante la interpretación que el niño hace y su capacidad de transmitir a adultos y pares sus pensamientos por escrito. Otros autores que han estudiado la teoría de Mercedes Chaves sugieren que en su interpretación, tanto la lectura como la escritura, implican que este proceso de práctica deliberada en el que se inmiscuye el niño contempla la asignación de significados a los símbolos escritos, así como la interpretación que éste hace del significado del texto según su entorno.En conclusión para Chaves el proceso de lectoescritura requiere del uso del lenguaje de una manera más "consciente, formal, deliberada y descontextualizada".

## Últimos años
En el año 2003 participó en el perfeccionamiento de la propuesta Delors, formulando una nueva concepción de los cuatro pilares fundamentales de exigencias educativas, específicamente aquel que hace explícita referencia al "aprender a aprender", en el entendido de formar sujetos autónomos en su manera de sentir, pensar y actuar. En 2004, alterna su actividad docente e investigadora como asesora nacional de las Escuelas Normales Superioras de Colombia e inicia la dirección de varias investigaciones en lúdica y fases de aprendizaje, las cuales dirigió hasta un año antes de su fallecimiento el día 22 de agosto de 2005 en la ciudad de Tunja.
A mediados de 2011 bajo el auspicio de Barnes & Noble, una importante publicación estadounidense incluyó a Mercedes Chaves en el listado de los científicos y pensadores más influyentes de Colombia en la década pasada, junto a Jorge Reynolds, Jorge Arias, Rodolfo Llinás y Mario Laserna entre otros.